# Blödskinn
Blödskinn (Stereum sanguinolentum) är en svamp som växer på döda eller döende barrträd. Den hör till de basidiesvampar som kallas skinnsvampar. Fruktkropparna blir 10–15 centimeter breda och växer tätt utbredda mot underlaget. Kanten på fruktkroppen är framåtböjd. Färgen på ovansidan är brunaktig till gråbrun. Svampens hymenium är gråviolett till grågult och slätt vid beröring. Om det tummas eller skrapas får det en blodröd färg, därav svampens namn. 
Inom skogsbruket betraktas blödskinn som skadegörare då den kan skada virket genom att orsaka röta. Svampen kan uppträda även på lagrat virke som då missfärgas och bli brunfärgat. Fruktkropparna kan ses under hela året.
I Sverige förekommer blödskinn över hela landet.